# گویش قصرانی
گویش قصرانی گویش قصران گویش رودبار قصران تاتی قصرانی گویشی از زبان گیلکی (مازندرانی) می‌باشد که تحت تأثیر زبان فارسی قرار دارد و در اکثر نواحی بخش رودبار قصران شهرستان شمیرانات همچون میگون، لالان، شمشک، زایگان، امامه، روته، جیرود، دربندسر، گرمابدر، دیزین، آبنیک گویش می‌شود. این گویش علاوه بر رودبار قصران در نواحی شرقی بخش لواسانات همچون ایرا و وسکاره و در نواحی شرقی و شمالی بخش آسارا شهرستان کرج همچون شهرستانک، سرک، لانیز، شلنک و همه جا گویش می‌شود.وبگاه گلاتولوگ گویش شمیران را از گویش‌های فارسی-گیلکی (Perso-gilakic) قلمداد کرده است. اسدالله عمادی گویش قصرانی را گویشی از زبان تاتی مازندرانی معرفی می‌کند.
دیهیم در مقاله قصران در ایرانیکا، ذیل قصران اطلاعاتی را دربارهٔ این منطقه آورده است. همچنین در کتاب «بررسی خرده‌گویش‌های منطقهٔ قصران به انضمام واژه‌نامهٔ قصرانی» داده‌هایی از این گویش ارائه کرده و در مقدمه از زبان مردم این منطقه می‌نویسد که «در واصف‌جان، اهالی زبان خود را تاتی می‌نامند» در ادامه دیهیم افزوده است که «پژوهشگرانی که در سال‌های أخیر دربارهٔ گویش مازندرانی پژوهش‌هایی انجام داده‌اند، به وجود مردم تاتی‌زبان در جنوب دریای خزر اشاره‌کرده‌اند».
به گفته مهدی علمداری گویش‌های گیلکی، قصرانی، شمیرانی و دماوندی را باید یک مجموعه گویش قلمداد کرد.
زبان هریژانی در حوالی تهران در نواحی لواسانات و رودهن صحبت می‌شود. واژه‌نامه بزرگ تبری گویش قصران باستانی را به عنوان یکی از دوازده گویش زبان زبان گیلکیمعرفی می‌کند. به اعتقاد حبیب برجیان گویش شمال شمیرانات شبه تاتی و گویش جنوب شمیرانات پارسی-تبری می‌باشد. شدت تأثیر زبان فارسی در نواحی شمالی و غربی رودبار قصران کمتر از نواحی جنوبی رودبار قصران می‌باشد. گویش قصرانی بخش رودبار قصران شمیرانات به همراه گویش‌هایی که در ناحیه جنوبی البرز مرکزی محدوده جاجرود و بخش آسارا کرج گویش می‌شود گونه ای از زبان طبری می‌باشند که با مقادیر مختلفی با زبان فارسی ترکیب شده‌اند و زیر مجموعهٔ گویش‌های مازندرانی گونه قرار می‌گیرد. بنابر نظر حبیب برجیان لهجه‌هایی که در مناطق پائین جیرود و شمیران و دماوند گویش می‌شود، فارسی آمیخته به عبارات فعلی غنی از زبان طبری است. آن لهجه‌هایی که در بالا جیرود و دره رودخانه کرج گویش می‌شود خصیصه‌های غلیظ تری از زبان طبری را در واج‌شناسی و واژگان و ریخت‌شناسی فعلی نشان می‌دهد، اما حاوی یک آمیختگی قدرتمند در عبارت اسمی با زبان فارسی است. این گویش‌ها با عنوان گویش‌های مازندرانی گونه (Tabaroid) تعیین شده است. به گفتهٔ حبیب برجیان در دامنه جنوبی رشته کوه البرز طیف وسیعی از لهجه‌های ترکیبی وجود دارند که می‌توانند به دو گروه تقسیم شوند: گروه نخست گویش‌های طبری هستند که تحت تأثیر زبان فارسی هستند که اصطلاحاً به آن گویش تبروید گفته می‌شود و گروه دوم به نوعی مرز انتقال دو زبان مازندرانی و فارسی محسوب می‌شوند یک واگرایی در واژگان فارسی دیده می‌شود که با لهجه تهرانی تلفظ می‌شوند و از نظر ریخت‌شناسی بسیار شبیه به گویش تهرانی هستند ولیکن از نظر فعلی تحت تأثیر زبان مازندرانی هستند و دراین گویش‌ها افعال مازندرانی در غالب فارسی صرف می‌شود.
دانشنامه ایرانیکا درباب زبان منطقه قصران آورده است که باید به دو بخش باید تقسیم شود. زبان بومیان شمال و شمال شرق منطقه بخش درونی قصران نزدیکی بسیار زیادی به زبان مازندرانی دارد. گویش منطقه جنوبی از اوشان در مرکز تا جاجرود و تجریش در جنوب شمیران گونه ای از گویش‌های فارسی-مازندرانی است و ویژگی‌های زبان‌های حاشیه دریای خزر را دارد در سال‌های دور آن دسته از بومیان تهران که در محدوده ونک و شمیران سکونت داشتند به دلیل مجاورت با استان مازندران لهجه مازندرانی داشتند. والنتین ژوکوفسکی خاورشناس و زبان‌شناس روس اواخر قرن ۱۹ میلادی در سفری که به ایران داشت در حوالی شمیران با گویش تجریشی آشنا شده و در آثارش به این گویش اشاره می‌کند؛ گویشی که شباهت بسیاری با گویش مازندرانی دارد. تا امروز در محدوده‌هایی از جمله سرآسیاب دولاب، شاه عبدالعظیم و… هنوز هم افرادی با لهجه شمرانی صحبت کنند؛ لهجه‌ای که ملایم شده گویش مازنی است.گیتی دیهیم در کتاب بررسی خرده‌گویش‌های منطقهٔ قصران به انضمام واژه‌نامهٔ قصرانی آورده است: البته زبان رایج در لالان مانند اوشان، فشم، میگون و لواسان، کاملاً تاتی نیست و زبان مازندرانی بسیار در آن نفوذ یافته است. گویش مردم لالان به گویش روستاهای امامه، زایگان، آبنیک، گرمابدر، میگون و شمشک در قصران بسیار نزدیک است. نفوذ مازندرانی در زبان تاتی قصران به این دلیل است که قصران در گذشته تحت حاکمیت طبرستان قرار داشته اما در تقسیمات کشوری معاصر جزو استان تهران محسوب می‌شود.حسین کریمان در جلد دوم کتاب قصران کوهسران آورده است :منطقه قصران باستانی شامل مناطق اوشان، فشم، شمشک، گاجره و روستاهای کوهپایه‌ای توچال تا مناطق غربی رودخانه جاجرود. زبان عمومی مردم قصران لهجه‌ای از زبان باستانی پهلوی است که زبان طبری یا مازندرانی، که از ریشهٔ زبان‌های دیرین ایرانی است، و عربی و اندکی ترکی، بدان درآمیخته و از زبان دری نیز در قرون اسلامی تأثیر یافته است، و هر چه از ری به مازندران نزدیک تر شوند بر میزان لهجهٔ مازندرانی به همان نسبت افزوده می‌شود، چنان‌که در لهجهٔ میگون و شهرستانک و سرک و لالان و زایگان و روته و گرمابدر و شمشک و دربندسر لهجهٔ مازندرانی غلبه دارد.
به گفته گیتی دیهیم و به نقل از کریمان گویش قصران را ریشه و اعتبار و اصالتی است، لکن با اهمیت پیدا کردن طهران و پایتخت شدن آن و رواج یافتن فارسی، بسیاری از واژه‌های گویشی رفته رفته جای خود را به واژه‌های فارسی داده است.
دانشنامه تبرستان و مازندران ذیل گویش قصرانی چنین نقل نموده است زبان مردم قصران داخل طبری به لهجه قصرانی است. لهجهٔ طبری قصرانی، به ویژه لهجهٔ آبادی‌های داخل دره‌های جاجرود و لواسان، ادامهٔ گویش کجوری یکی از اصیل‌ترین لهجه‌های زبان طبری است. ویژگی نحوی و دستوری این زبان تفاوتی با زبان تبری دیگر نقاط مازندران ندارد.

## محدوده جغرافیایی
گویش قصرانی گویش بومی بخش رودبار قصران می‌باشد و زیر مجموعه گویش‌های مازندرانی گونه قرار می‌گیرد که در ناحیه جاجرود رودبار قصران شمیرانات و لارقصران و بخش آسارا شهرستان کرج گویش می‌شود.
گویش‌های طبری گونه شمال استان‌های تهران و البرز را در برمیگیرد و به چهار قسمت تقسیم می‌شود.
1. بخش آسارا شهرستان کرج: نواحی همچون لانیز، شهرستانک، سرک، گودر، شلنگ، همه جا، آسارا؛ همچنین گویش دیزین و ولاترو بخش آسارا و گویش مردم میان طالقان و پایین طالقان ولی گویش روستاهای بالا طالقان بیشتر شبیه مازندرانی است.
2. بخش رودبار قصران شهرستان شمیرانات: نواحی همچون دربندسر، شنستان، لالان، میگون، گرمابدر، جیرود، امامه، روته، زایگان، آبنیک، شمشک
3. بخش لواسان شهرستان شمیرانات: نواحی همچون ایرا
4. بخش رودهن شهرستان دماوند: نواحی همچون وسکاره؛ همچنین گویش نواحی شمالی دماوند همچون آبعلی جز زبان مازندرانی می‌باشد و زیر مجموعه گویش‌های طبری گونه قرار نمی‌گیرد.

## دستور زبان

### ضمایر
در گویش شمیرانی ضمیر سه حالت دارد: فاعلی، مفعولی و ملکی.صفت ملکی در گویش شمیرانی به دو دسته پیوسته و غیر پیوسته تقسیم می‌شود.
| ضمیر                           | ۱ مفرد       | ۲ مفرد       | ۳ مفرد   | ۱ جمع       | ۲ جمع        | ۳ جمع           |
| ------------------------------ | ------------ | ------------ | -------- | ----------- | ------------ | --------------- |
| فاعلی، قصران شمیرانات          | men          | te/tu        | vi       | emâ/amâ     | šemâ         | vešun/unâhâ     |
| مفعولی، قصران شمیرانات         | mener        | tere         | vire     | amener      | šemâre/šemer | vešunre/vešuner |
| ملکی (نوع اول)، قصران شمیرانات | me/mane/meni | te/tene/teni | vine/une | amene/ameni | šemene/šemi  | vešuni/vene     |
| ملکی (نوع دوم)، قصران شمیرانات | m            | t            | š/č      | mun         | tun          | šun/čun         |

### شناسه
در زبان فارسی دو دسته شناسه داریم: گذشته و حال. اما در گویش قصرانی سه دسته شناسه داریم: گذشته، حال ساده و حال التزامی. (نمونه زیر بر اساس گویش قصران شمیرانات تنظیم شده است)
۱. گذشته:
- بن ماضی ساده: -burd = رفت
- بن ماضی استمراری: -ši = می‌رفت

| گذشته | ۱ مفرد | ۲ مفرد | ۳ مفرد | ۱ جمع | ۲ جمع | ۳ جمع |
| ----- | ------ | ------ | ------ | ----- | ----- | ----- |
| شناسه | ema    | i      | e/a    | emi   | eni   | ena   |

۲. حال ساده:
- بن مضارع اخباری: -šo = می‌رود

| حال ساده | ۱ مفرد | ۲ مفرد | ۳ مفرد | ۱ جمع | ۲ جمع | ۳ جمع |
| -------- | ------ | ------ | ------ | ----- | ----- | ----- |
| شناسه    | ema    | eni    | ene    | emi   | eneni | enena |

۳. حال التزامی:
- بن مضارع التزامی: -bur = برو

| حال التزامی | ۱ مفرد | ۲ مفرد | ۳ مفرد | ۱ جمع | ۲ جمع | ۳ جمع |
| ----------- | ------ | ------ | ------ | ----- | ----- | ----- |
| شناسه       | am     | i      | e      | im    | in    | an    |

### صرف فعل (شهرستان شمیرانات)
در جدول زیر فعل رفتن (bašian/burdan) بر اساس گویش میگون شهرستان شمیرانات در زمان‌های مختلف صرف می‌شود.
| زمان/شخص           | ۱ مفرد        | ۲ مفرد        | ۳ مفرد       | ۱ جمع          | ۲ جمع           | ۳ جمع           |
| ------------------ | ------------- | ------------- | ------------ | -------------- | --------------- | --------------- |
| گذشته ساده         | buerdema      | buerdi        | buerda       | buerdemi       | buerdeneni      | buerdenena      |
| گذشته کامل         | burde-beyma   | burde-bey     | burde-beya   | burde-beymi    | burde-beyni     | buerde-beyna    |
| گذشته التزامی      | buerde-bâm    | buerde-bâi    | buerde-bâ    | buerde-bâim    | buerde-bâin     | buerde-bân      |
| گذشته التزامی کامل | buerde-bi-bâm | buerde-bi-bâi | buerde-bi-bâ | buerde-bi-bâim | buerde-bi-bâin  | buerde-bi-bân   |
| گذشته استمراری     | šima          | šii           | šia          | šimi           | šini            | šina            |
| گذشته در حال انجام | davema-šima   | davi-šii      | davia-šia    | davemi-šimi    | daveni-šini     | davena-šina     |
| حال ساده/آینده     | šoma          | šoni          | šona         | šomi           | šoneni          | šonena          |
| حال در حال انجام   | darema-šoma   | dari-šoni     | dare-šona    | daremi-šomi    | dareneni-šoneni | darenena-šonena |
| حال التزامی        | buram         | buri          | bure         | burim          | burin           | buran           |
| آینده نوع اول      | xâma bueram   | xâni bueri    | xâne buere   | xâmi buerim    | xâneni buerin   | xânena bueran   |
| آینده نوع دوم      | veyne bueram  | veyne bueri   | veyne buere  | veyne buerim   | veyne buerin    | veyne bueran    |

در جدول زیر فعل رفتن (bašian/burdan) بر اساس گویش امامه شمیرانات در زمان‌های مختلف صرف می‌شود.
| زمان/شخص           | ۱ مفرد       | ۲ مفرد       | ۳ مفرد      | ۱ جمع         | ۲ جمع           | ۳ جمع           |
| ------------------ | ------------ | ------------ | ----------- | ------------- | --------------- | --------------- |
| گذشته ساده         | burdema      | burdi        | burda       | burdemi       | burdeneni       | burdenena       |
| گذشته کامل         | burde-beyma  | burde-bey    | burde-beya  | burde-beymi   | burde-beyni     | burde-beyna     |
| گذشته التزامی      | burde-bâm    | burde-bâi    | burde-bâ    | burde-bâim    | burde-bâin      | burde-bân       |
| گذشته التزامی کامل | burde-bi-bâm | burde-bi-bâi | burde-bi-bâ | burde-bi-bâim | burde-bi-bâin   | burde-bi-bân    |
| گذشته استمراری     | šima         | šii          | šia         | šimi          | šini            | šina            |
| گذشته در حال انجام | davema-šima  | davi-šii     | davia-šia   | davemi-šimi   | daveni-šini     | davena-šina     |
| حال ساده/آینده     | šoma         | šoni         | šona        | šomi          | šoneni          | šonena          |
| حال در حال انجام   | darema-šoma  | dari-šoni    | dare-šona   | daremi-šomi   | dareneni-šoneni | darenena-šonena |
| حال التزامی        | buram        | buri         | bure        | burim         | burin           | buran           |
| آینده نوع اول      | xâma buram   | xâni buri    | xâne bure   | xâmi burim    | xâneni burin    | xânena buran    |
| آینده نوع دوم      | veyne buram  | veyne bauri  | veyne bure  | veyne burim   | veyne burin     | veyne buran     |

### صرف فعل (شهرستان کرج)
در جدول زیر فعل رفتن (bašian/burdan) بر اساس گویش شهرستانک شهرستان کرج در زمان‌های مختلف صرف می‌شود.
| زمان/شخص           | ۱ مفرد        | ۲ مفرد        | ۳ مفرد       | ۱ جمع          | ۲ جمع           | ۳ جمع           |
| ------------------ | ------------- | ------------- | ------------ | -------------- | --------------- | --------------- |
| گذشته ساده         | buerdema      | buerdi        | buerda       | buerdemi       | buerdeneni      | buerdenena      |
| گذشته کامل         | burde-beyma   | burde-bey     | burde-beya   | burde-beymi    | burde-beyni     | buerde-beyna    |
| گذشته التزامی      | buerde-bâm    | buerde-bâi    | buerde-bâ    | buerde-bâim    | buerde-bâin     | buerde-bân      |
| گذشته التزامی کامل | buerde-bi-bâm | buerde-bi-bâi | buerde-bi-bâ | buerde-bi-bâim | buerde-bi-bâin  | buerde-bi-bân   |
| گذشته استمراری     | šima          | šii           | šia          | šimi           | šini            | šina            |
| گذشته در حال انجام | davema-šima   | davi-šii      | davia-šia    | davemi-šimi    | daveni-šini     | davena-šina     |
| حال ساده/آینده     | šoma          | šoni          | šona         | šomi           | šoneni          | šonena          |
| حال در حال انجام   | darema-šoma   | dari-šoni     | dare-šona    | daremi-šomi    | dareneni-šoneni | darenena-šonena |
| حال التزامی        | buram         | buri          | bure         | burim          | burin           | buran           |
| آینده نوع اول      | xâma bueram   | xâni bueri    | xâne buere   | xâmi buerim    | xâneni buerin   | xânena bueran   |
| آینده نوع دوم      | veyne bueram  | veyne bueri   | veyne buere  | veyne buerim   | veyne buerin    | veyne bueran    |

### نشانه جمع
- در گویش قصران از نشانه‌های [un] برای جمع استفاده می‌شود.[۳۰]

| بچه‌ها   | yâl un   |
| دخترها  | kijâ un  |
| گنجشک‌ها | mišga un |

- در گویش قصران با تکرار یک واژه می‌توان آن را به اسم جمع تبدیل کرد.

| بچه‌ها | yâl yâl   |
| مردها | mard mard |
| گرگ‌ها | verg verg |

- در گویش قصران با افزودن [yem] به اول اسم می‌توان آن را به اسم جمع تبدیل کرد.

| بچه‌ها | yem yâl |

- در گویش قصران با افزودن [â] به آخر اسم می‌توان آن را به اسم جمع تبدیل کرد.

| شب‌ها  | šuâ   |
| آدم‌ها | ademâ |

- در گویش قصران با افزودن [o] به آخر اسم می‌توان آن را به اسم جمع تبدیل کرد.

| حرف‌ها | gapo |
| کارها | kâro |

### مضاف و مضاف البه
در گویش قصرانی مضاف و مضافٌ‌الیه همچون دیگر گویش‌های حاشیه دریای خزر همچون مازندرانی، گیلکی و طالقانی ساخته می‌شود.
| مادر حسن | hasan-i mâr |
| جای دور  | dir-e jâ    |

| فارسی معیار                      | شمیرانی (قصران)                 |
| -------------------------------- | ------------------------------- |
| برای این رودخانه باید سنگ بگیریم | in râhxona-i sang-a vese bairim |
| حرف پدرت را گوش کن               | piar-t-i harf-e guš âkon        |

### صفت ملکی
در گویش قصرانی صفت ملکی به دو صورت فارسی و مازندرانی می‌آید.
- صفت ملکی به صورت فارسی:

| ضمیر                 | ۱ مفرد | ۲ مفرد | ۳ مفرد | ۱ جمع | ۲ جمع | ۳ جمع   |
| -------------------- | ------ | ------ | ------ | ----- | ----- | ------- |
| ملکی، قصران شمیرانات | m      | t      | š/č    | mun   | tun   | šun/čun |

| از صورتش  | dim-š-e    |
| برای پسرش | yâl-č-er   |
| ترسمان    | tars-e-mun |

| فارسی معیار                                      | قصرانی (شمیرانات)                                              |
| ------------------------------------------------ | -------------------------------------------------------------- |
| من دنبال نرش می‌گردم                              | nar-č-i demâl gerdema                                          |
| کنار برادرم هست                                  | berâr-m-i pali dara                                            |
| بچه هاشون را بردند کرج                           | yemyâl-čun-e baverdena karaj                                   |
| یکی دو تاشون اینجا زندگی می‌کنند، زن و پسران آنجا | yek-i detâ-šun xoččun inje zendegi kondena, zan o yâl-čun unje |

- صفت ملکی به صورت مازندرانی:

| ضمیر                 | ۱ مفرد       | ۲ مفرد       | ۳ مفرد   | ۱ جمع       | ۲ جمع       | ۳ جمع       |
| -------------------- | ------------ | ------------ | -------- | ----------- | ----------- | ----------- |
| ملکی، قصران شمیرانات | me/mane/meni | te/tene/teni | vine/une | amene/ameni | šemene/šemi | vešuni/vene |

| برادرم | me berâr |

| فارسی معیار        | شمیرانی (قصران)      |
| ------------------ | -------------------- |
| برادرم تهران می‌رود | me berâr tehran šone |

### حرف اضافه
حروف اضافه در گویش قصرانی ترکیبی از حروف اضافه فارسی و مازندرانی است.
| فارسی معیار | شمیرانی (قصران) | گویش ساری |
| ----------- | --------------- | --------- |
| درون        | dela            | dele      |
| روی         | dim/sar         | dim/sar   |
| برای/را     | er              | re        |
| از          | az              | je        |
| در          | sar/dam         | sar/dam   |
| زیر         | ben             | ben       |
| دنبال       | demâl           | demâl     |
| کنار        | pali/var        | pali/var  |
| با/به وسیله | lenge/bâ        | je/jâ/bâ  |

| فارسی معیار                       | قصرانی (شمیرانات)                |
| --------------------------------- | -------------------------------- |
| ابتدا کوچهٔ شما                    | šemi kuča-i sar                  |
| پایین افتاد درون جوی آب           | jir kata jub-i u-i dela          |
| برای مهمان‌ها نهار می‌پزد           | mehmun-un-er nâhâr pajana        |
| بابام برای من می‌خواهد عروسی بگیرد | bâbâ-m vese men-er arussi bakone |

### ضمایر پرسشی
ضمایر پرسشی در گویش قصرانی به مازندرانی شباهت دارد.
| فارسی معیار | قصرانی (شمیرانات) |
| ----------- | ----------------- |
| چطور/چگونه  | četi              |
| چندتا/چقدر  | čandi             |
| چرا         | če                |
| برای چه     | činer             |
| برای چه     | čier              |
| کدام        | kodum             |
| برای چه کسی | kenner            |
| مال کی      | keni              |
| کجا         | kuja              |

### ضمیر تأکیدی
در گویش قصرانی ضمیر تأکیدی همچون فارسی می‌آید.
| ضمیر                   | ۱ مفرد | ۲ مفرد | ۳ مفرد      | ۱ جمع  | ۲ جمع  | ۳ جمع  |
| ---------------------- | ------ | ------ | ----------- | ------ | ------ | ------ |
| تأکیدی، قصران شمیرانات | xodem  | xodet  | xodeš/xodeč | xommun | xottun | xocčun |

### افعال
- صرف فعل شدن (bayan\bavian) در زمان حال، گذشته و حال التزامی به گویش قصرانی.[۳۶]

| فعل شدن                    | ۱ مفرد   | ۲ مفرد  | ۳ مفرد  | ۱ جمع    | ۲ جمع    | ۳ جمع    |
| -------------------------- | -------- | ------- | ------- | -------- | -------- | -------- |
| زمان حال                   | buma     | buni    | bune    | bumi     | buneni   | bunena   |
| زمان گذشته (نوع اول)       | bavema   | bavi    | bave    | bavemi   | baveni   | bavena   |
| زمان گذشته (نوع دوم)       | bayma    | bayi    | baye    | baymi    | bayni    | bayne    |
| زمان گذشته کامل            | bai bime | bai bii | bai bie | bai bimi | bai bini | bai bine |
| زمان حال التزامی (نوع اول) | avuam    | avui    | avu     | avuim    | avuin    | avuan    |
| زمان حال التزامی (نوع دوم) | bavuam   | bavui   | bavu    | bavuim   | bavuin   | bavuen   |

| فارسی معیار     | گویش قصرانی    |
| --------------- | -------------- |
| امشب خوب می‌شود  | emšo xâr buna  |
| چطور شدم        | četi bavema    |
| می‌خواهم خوب بشم | xâma xub avuam |

- صرف فعل بودن (beyan) در زمان حال، گذشته و حال التزامی به گویش قصرانی.[۳۷]

| فعل شدن            | ۱ مفرد  | ۲ مفرد | ۳ مفرد | ۱ جمع   | ۲ جمع   | ۳ جمع   |
| ------------------ | ------- | ------ | ------ | ------- | ------- | ------- |
| زمان حال (نوع اول) | hassema | hassi  | hassa  | hassemi | hasseni | hassena |
| زمان حال (نوع دوم) | assema  | assi   | assa   | assemi  | asseni  | assena  |
| زمان گذشته         | beyma   | bey    | beya   | beymi   | beyni   | beyna   |
| زمان حال التزامی   | bavuam  | bavui  | bavue  | bavuim  | bavuin  | bavuan  |

| فارسی معیار      | گویش قصرانی             |
| ---------------- | ----------------------- |
| حسن پسر خوبی هست | hasan rikâ-ye xubi assa |
| آنها دختر بودند  | vešun deter beyna       |

- صرف فعل بودن در جایی (dayan\davian)در زمان حال، گذشته و حال التزامی در زمان‌های مختلف به گویش قصرانی.[۳۸]

| فعل شدن              | ۱ مفرد | ۲ مفرد | ۳ مفرد | ۱ جمع  | ۲ جمع  | ۳ جمع  |
| -------------------- | ------ | ------ | ------ | ------ | ------ | ------ |
| زمان حال             | darema | dari   | dare   | daremi | dareni | darena |
| زمان گذشته (نوع اول) | davema | davi   | dave   | davemi | daveni | davena |
| زمان گذشته (نوع دوم) | dayma  | dayi   | daye   | daymi  | dayni  | dayna  |
| زمان حال التزامی     | davuam | davui  | davue  | davuim | davuin | davuan |

| فارسی معیار          | گویش قصرانی         |
| -------------------- | ------------------- |
| من خانه هستم         | men xuna daremae    |
| من خانه ات بودم      | men xuna-t daveme   |
| می‌توانم خانه ات باشم | tumma xuna-t davuam |

- صرف فعل کردن (akordan)در زمان حال، گذشته، گذشته استمراری و حال التزامی در زمان‌های مختلف به گویش قصرانی.[۳۹]

| فعل شدن             | ۱ مفرد   | ۲ مفرد | ۳ مفرد | ۱ جمع    | ۲ جمع    | ۳ جمع    |
| ------------------- | -------- | ------ | ------ | -------- | -------- | -------- |
| زمان حال            | koma     | koni   | kone   | komi     | koneni   | konena   |
| زمان گذشته          | âkordema | âkordi | âkordi | âkordemi | âkordeni | âkordena |
| زمان گذشته استمراری | kordema  | kordi  | korde  | kordemi  | kordeni  | kordena  |
| زمان حال التزامی    | âkonam   | âkoni  | âkone  | âkonim   | âkonin   | âkonan   |

| فارسی معیار | گویش قصرانی   |
| ----------- | ------------- |
| کار می‌کنم   | kâr koma      |
| سرخ کردند   | serx âkordena |
| خبر می‌کردند | xabar kordena |
| گوش بکن     | goš âkon      |

### افعال امر و نهی
در گویش قصرانی از ستاک فعل حال التزامی فعل امر ساخته می‌شود و با افزودن حرف (n) به اول فعل، فعل نهی ساخته می‌شود.
| فارسی (امر)    | قصرانی (امر) | فارسی (نهی)    | قصرانی (نهی) |
| -------------- | ------------ | -------------- | ------------ |
| بشین           | baniš        | نشین           | naniš        |
| آستین بالا بزن | hemâlen      | آستین بالا نزن | henemâlen    |
| برو            | buer         | نرو            | našo         |
| پخش کن         | depâč        | پخش نکن        | denepâč      |
| بکوب           | dekoten      | نکوب           | denekoten    |
| پر کن          | desbuj       | پر نکن         | denesbuj     |
| کج کن          | val hâkon    | کج نکن         | val nakon    |

### واژگان
شماری از واژه‌های شمرونی و مقایسه آن با گویش کجوری و فارسی:
| گویش قصرانی (شمیرانات) | گویش کجوری (کندلوس) | فارسی |
| ---------------------- | ------------------- | ----- |
| rikâ/pesar             | rikâ/pesar          | پسر   |
| kijâ/detar             | kijâ/detar          | دختر  |
| yâl                    | vače                | بچه   |
| qurâb/qalâq            | kalaj               | کلاغ  |
| mišgâ/gungušd          | mičkâ               | گنجشک |
| zumâ/dumâd             | zumâ                | داماد |
| dir/dur                | dur                 | دور   |
| duru/deru              | deru                | دروغ  |
| esbi/esvi              | espi                | سفید  |
| buer                   | bur                 | برو   |
| našo                   | našo                | نرو   |

## اشعار محلی
به گفته میرمحمد میگونی، شعر نوروز سلطان آمده در کتاب شادروان دکتر «حسین کریمان» از پژوهشگران شمیرانی صفحه ۷۶۹ نوشته شده است. اصل این نوروزی نامه ۵۵ بیت بود که توسط «محمد تقی آگاه» به دست استاد کریمان رسیده بود. نوروزی خوانی یا نوروزی نامه به زبان طبری و گاهی فارسی خوانده می‌شد. لهجه شمیرانی اکنون میان اهالی تجریش فراموش شده است اما «سید امیر موسوی» از شاعران شمیران شعری در وصف آمدن بهار به گویش شمیرانی سروده است:
| مژده هادین محلی‌ها فصل شادی بیومو       |  | مژده بدین محلی‌ها که فصل شادی میاد         |
| غم دک وابو سرما بشو، نسیم و بادی بیومو |  | غم بیرون شد و سرما رفته نسیم و بادی اومده |
| هر جه بنی گل در، موسم سنبل بیومو       |  | هر کجا رو نگاه کنی گل اومده و سنبل اومده  |
|                                        |  | (قصران‌کوهسران)                            |

شعری به گویش قصرانی از مرتضی کیارستمی:
| بِرا با هَم بوریم میگون بَوینیم   |  | لوسَر و چالَک و هیمون بَوینیم      |
| بوریم یه سَر میون کیچِه باغِش     |  | بَوینیم میگون و سو سو چِراغِش      |
| دِلَم خوانَه پَسینِه سَر بوری تو     |  | سُراغِ قُری و سَموَر بوری تو         |
| بَکِش یه تاسَک آش هَلی رَ           |  | تابِسون یاد هاکِن باغِ گِلی رَ       |
| هییِر پارکایی نون و کُهنِه پَندیر  |  | که تا قاطی کُنیم با تاسَکی شیر    |
| بَخور دِهی نونَ با قُرمَه ای گوشت   |  | اِسا هارِش که دارنِی تو یه اَنگوشت  |
| بَنیش چُشمِه ای گَل کِتری رِ تَش کُن   |  | بَخور میشی شیر و یه وَری غَش کُن    |
| یادِت اِینَه خُنِه ای پَنج دَری رِ     |  | تاوِسّون و باهار اوسال سَری رِ      |
| نِکاس چی دورتادور گُل شَمدونی بِه  |  | دیوار خِشتی نی سَر دی شیروونی بِه  |
| دِراویت بِه سی تُرش سَرنِه داری دیم |  | جیگَر خواسَه بورِه اون داری پی دیم |
| اَگِه دَس بَزوبایی دَوا بِرا بِه      |  | سُقُلمَش چی بوئَم تَنِت سیا بِه        |
| چالَک کُرسی بِی و زِمِسّونی شو       |  | گَب و آسِنی بِه از این سو و اون سو |
| هِگِرد میگون بَوین چَندی قَشَنگَه     |  | تلی و کُرزالش دی عنابی رَنگَه      |
| بِرا هاکُن تو کاری بَهرِ شَهرِت      |  | که تا جام اَجَل نَریتِه بَهرِت        |
| تِنی غُصِه بَکوشتِه مُرتضی رِ         |  | هِگِرد جانَم هاکُن شُکرِ خُدارِ         |
| تو رِ یَزدون هِدا صد ناز و نعمت   |  | بِکاری و بَچینی تو به هِمَت         |
|                                |  | (مرتضی‌کیارستمی)                 |

شعری به گویش قصرانی از مهرناز الله‌وردی:
| تا صبح بووئه آفتاب لونه کنه  |  | تا مار بَنیشه انگورَ دونه کنه |
| زاندی سرِ مِن بَنیش نازدارِ کیجا |  | درشاج میتَ پییَر تِنِر شونه کنه |
|                              |  | (مهرنازالله‌وردی)            |